# Robert Pulcini
Robert Pulcini (* 24. August 1964 in New York City) ist ein US-amerikanischer Filmregisseur, Drehbuchautor und Filmeditor.

## Leben
Pulcini machte einen Abschluss an der Rutgers University. 1994 heiratete er Shari Springer Berman, mit der er seither bei all seinen Filmprojekten eng zusammenarbeitet. Zunächst inszenierten die beiden ab 1997 bis in die 2000er Jahre hinein mehrere Dokumentarprojekte. 2003 folgte mit American Splendor ihr erster Spielfilm. Für diesen verfassten sie gemeinsam das Drehbuch, wie auch für die Mehrheit der folgenden Projekte. 2004 wurden die beiden hierfür für den Oscar in der Kategorie Bestes adaptiertes Drehbuch nominiert und konnten zahlreiche weitere Preise gewinnen.
Ihr Nachfolgeprojekt war zunächst der Dokumentarfilm Wanderlust aus dem Jahr 2006, im Anschluss realisierten sie die Filme Nanny Diaries (2007), Der letzte Gentleman (2010), Cinema Verite – Das wahre Leben (2011) sowie There Is No Place Like Home (2012). 2015 folgte New York Saints. Bei allen Produktionen war Pulcini auch als Editor tätig. Seit 2019 ist er als Regisseur auch regelmäßig für das Fernsehen tätig.

## Filmografie (Auswahl)
- 2003: American Splendor
- 2006: Wanderlust
- 2007: Nanny Diaries
- 2010: Der letzte Gentleman (The Extra Man)
- 2011: Cinema Verite – Das wahre Leben (Cinema Verite)
- 2012: There Is No Place Like Home – Nichts wie weg aus Ocean City (Girl Most Likely)
- 2015: New York Saints (Ten Thousand Saints)
- 2021: Things Heard & Seen
- 2022: Fleishman Is in Trouble (Miniserie, 4 Folgen)
- 2023–2024: Only Murders in the Building (Fernsehserie, 3 Folgen)

## Auszeichnungen (Auswahl)
- 2003: Boston Society of Film Critics: Boston Society of Film Critics Award für das beste Drehbuch
- 2003: Los Angeles Film Critics Association Awards: Bestes Drehbuch
- 2003: New York Film Critics Circle Award: Bestes Erstlingswerk
- 2003: Online Film Critics Society Award: Bester Newcomer – Filmemacher
- 2003: Sundance Film Festival:  Großer Preis der Jury – Bester Spielfilm
- 2004: Chlotrudis Award: Bestes adaptiertes Drehbuch
- 2004: National Society of Film Critics: Bester Film
- 2004: National Society of Film Critics: Bestes Drehbuch